# Contea di Campbell (Dakota del Sud)
La contea di Campbell (in inglese Campbell County) è una contea dello Stato del Dakota del Sud, negli Stati Uniti. La popolazione al censimento del 2000 era di 1 782 abitanti. Il capoluogo di contea è Mound City.